# São Brás e São Lourenço
São Brás e São Lourenço ist eine Gemeinde (Freguesia) im portugiesischen Kreis Elvas. In ihr leben 1629 Einwohner (Stand 19. April 2021).